# Hasköy, Hayrabolu
Hasköy là một xã thuộc huyện Hayrabolu, tỉnh Tekirdağ, Thổ Nhĩ Kỳ. Dân số thời điểm năm 2011 là 309 người.